# كريل أطلسي
ايفوزي أطلسي أو كريل أطلسي (الاسم العلمي:Nematoscelis atlantica) هو نوع من الحيوانات البحرية يتبع جنس ايفوزي خيطي القدم من فصيلة الايفوزية.